# بركة الشاحوف
بركة الشاحوف (الرضم) هي برك تقع جنوب رفحاء بحوالي 30 كيلو متر، هي عدد من البرك والأطلال ردمتها الرمال ولم يتبق منها إلا البركة الدائرية الشكل. وكان بالقرب منها مسجد ومصفاة وقباب خلفها كما ذكر الحربي في كتاب المناس.

## التهيئة
هيئة الهيئة العامة للسياحة والتراث الوطني السعودية بركة الشاحوف وقرية زبالا التاريخية في جنوب رفحاء.